# Hoffmannseggia
Hoffmannseggia es un género de planta fanerógamas  perteneciente a la familia Fabaceae. Comprende 105 especies descritas y de estas, solo 29 aceptadas.

## Taxonomía
El género fue descrito por Antonio José de Cavanilles y publicado en Icones et Descriptiones Plantarum 4(2): 63–64, pl. 392; 393, f. 1. 1797[1798]. La especie tipo es: Hoffmannseggia falcaria Cav.  
Etimología
Hoffmannseggia: nombre genérico que fue otorgado en honor de Johann Centurius, conde de Hoffmannsegg, un decimonónico noble y botánico alemán.

## Especies aceptadas
A continuación se brinda un listado de las especies del género Hoffmannseggia aceptadas hasta febrero de 2015, ordenadas alfabéticamente. Para cada una se indica el nombre binomial seguido del autor, abreviado según las convenciones y usos.	
- Hoffmannseggia aphylla (Phil.) G.P.Lewis & Sotuyo
- Hoffmannseggia arequipensis Ulibarri
- Hoffmannseggia doellii Phil.
- Hoffmannseggia drepanocarpa A.Gray
- Hoffmannseggia drummondii Torr. & A.Gray
- Hoffmannseggia erecta Phil.
- Hoffmannseggia eremophila (Phil.) Burkart ex Ulibarri
- Hoffmannseggia glauca (Ortega) Eifert - porrotillos de Chile[3]
- Hoffmannseggia humilis (M.Martens & Galeotti) Hemsl.
- Hoffmannseggia intricata Brandegee
- Hoffmannseggia microphylla Torr.
- Hoffmannseggia minor (Phil.) Ulibarri
- Hoffmannseggia miranda Sandwith
- Hoffmannseggia oxycarpa Benth.
- Hoffmannseggia peninsularis (Britton) Wiggins
- Hoffmannseggia prostrata Lag. ex DC.
- Hoffmannseggia pumilio (Griseb.) B.B.Simpson
- Hoffmannseggia repens (Eastw.) Cockerell
- Hoffmannseggia tenella Tharp & L.O.Williams
- Hoffmannseggia trifoliata Cav.
- Hoffmannseggia viscosa (Ruiz & Pav.) Hook. & Arn.
- Hoffmannseggia watsonii (Fisher) Rose
- Hoffmannseggia yaviensis Ulibarri